# Fridrich Lajos
Fridrich Lajos, teljes nevén Fridrich Lajos Vilmos Károly (Budapest, 1883. december 22. – Budapest, 1965. március 9.) magyar építész, székesfővárosi műszaki tanácsos.

## Élete
Fridrich Lajos címfestő és Döttl Jozefa fiaként született. Középiskoláinak elvégzése után a királyi József Műegyetem hallgatója volt és 1905-ben építészi oklevelet szerzett. Egyetemi tanulmányainak befejeztével a kultuszminisztériumtól nyert ösztöndíjjal külföldi tanulmányútra ment. 1908–1909-ben, majd az 1911–1914-es tanévekben műegyetemi tanársegéd volt a II. középítéstani tanszéken. Párizsban a Julien Akadémián alakrajzot és festészetet tanult. 1909-ben a székesfőváros szolgálatába lépett. Az első világháború kitörésekor hadba vonult mint tartalékos mérnökfőhadnagy. 1915-től kezdve mint tartalékos százados szolgált és ezen idő alatt igen sok katonai kórházat, üdülőtelepet és egyéb építkezést tervezett és vezetett. A hadvezetőség megbízásából Kisfaludi Strobl Zsigmonddal együtt tervezte és vezette a kassai „Gorlice“ emlékmű munkálatait. A háború befejezése után előkészítette a főváros első háború utáni építkezéseit. 1921-ben a földművelésügyi minisztériumtól elnyert ösztöndíjjal gazdasági, falusi kislakásépítkezési tanulmányokat folytatott. 1922-ben a főváros megbízásából Németországba ment lakásépítkezési tanulmányok céljából. Útjairól több ízben tartott beszámolót. Magánépítkezésein kívül a fővárosnál megindult nagyszabású építkezések és átalakítások legnagyobb részét tervezte és kivitelezte. Tagja volt számos társadalmi egyesületnek.
A két világháború között működött, elsősorban bérházak tervezése fűződik a nevéhez. Részt vett Liber Endre kislakásépítési programjában, ennek keretében egy nagy méretű lakóépületet tervezett a budapesti Mester utcába.
Irodalmi munkásságot is folytatott, cikkei a Magyar Építőművészet című folyóiratban jelentek meg.
1943-ban vonult nyugalomba.

## Ismert épületei

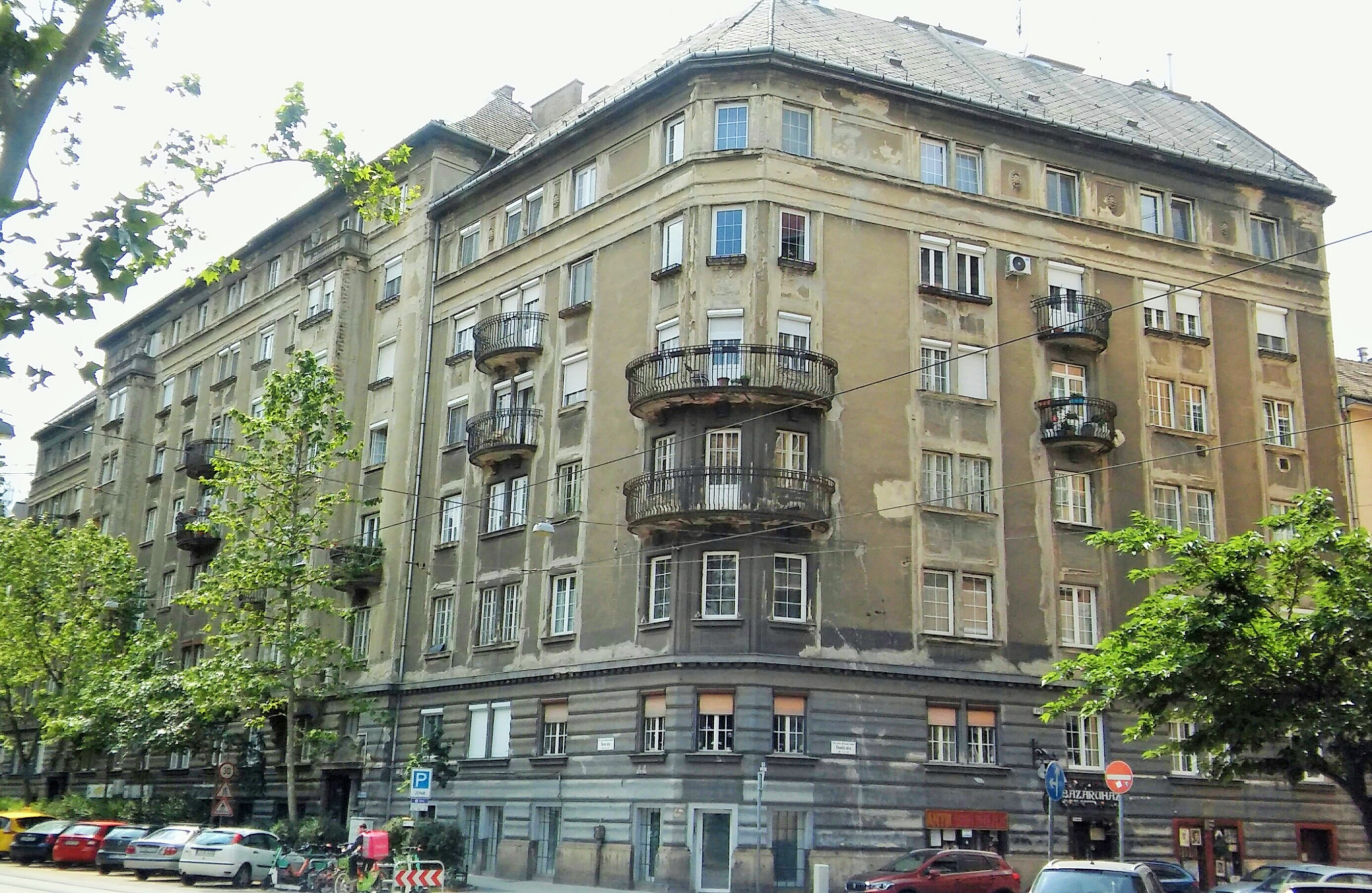
Székesfővárosi kislakásos bérház, Budapest, Mester utca

- 1908: Fridrich Lajos bérháza, Budapest, Berzenczey utca 3.[9]
- 1925: Kén utcai munkáslakótelep emeletráépítése, Budapest, Kén u.[10]
- 1925–1926: kislakásos bérház, Budapest, Mester u. 37-39.[10][11][12]
- 1928: Pauli Szent Vincéről elnevezett Irgalmas Nővérek óvodája, Budapest, Viola u. 33.[13]
- 1929: római katolikus templom, Szabadszállás[14]
- 1941: Budapest székesfőváros Hamzsabégi úti kislakásos lakótelepe, Budapest, Hamzsabégi út[15]
- 1942: Turistaszálló, Kőrösmező[16]
- 1946: földszintes lakóház, Budapest, Alkotás utca 9.[17]

Az ő vezetése mellett tervezte Szántay Ede/Endre Budapest Székesfőváros Gazdasági Hivatalát (Budapest, Gyáli út).
1937-ben az ő vezetésével zajlott a Szent Flórián vértanú görögkatolikus templom (Budapest, Fő utca 88.) helyreállítása és áthelyezése.
1947-ben őt bízták meg a Százados úti és a Hős utcai lakótelepek helyreállításával.

### Tervben maradt épületek
- 1923: Gárdonyi mauzóleum[21]
- 1940: városház kibővítés, Budapest[22][23][24]

## Írásai
- A budapest-belvárosi plébániatemplom elhelyezésének és környezetének megoldása In: Városi Szemle, 1935. 4. szám[25]
- Épületek eltolása és emelése, tekintettel az Eskü-téri templomra, Budapest, 1936. (Különlenyomat a Városi Szemle XXII. évfolyamából)[26]